# Sfingosin
Sfingosin är en 18-kols aminoalkohol med en omättad kolkedja. Den är basen i sfingolipider, att jämföra med glycerol i vanliga lipider. Sfingolipider är en typ av lipider som bygger upp cellmembran i kroppen, men även sfingomyelin.

## Syntetisering
Sfingosin syntetiseras av palmitoyl CoA och serin genom kondensering för att få dehydrosfingosin.
Dehydrosfingosin reduceras sedan med hjälp av NADPH till dihydrosfingosin (sfinganin), och slutligen oxiderar det med hjälp av FAD till sfingosin.